# Modrovousův hrad
Modrovousův hrad (též hráno jako Hrad Modrovousův, maďarsky: A kékszakállú herceg vára, anglicky: Bluebeard's Castle) je jednoaktová opera Bély Bartóka z roku 1911. Libreto napsal Béla Balázs volně na motivy modrovousovské legendy, kterou zpracoval mimo jiné Charles Perrault anebo bratři Grimmové. Balázs původní strašidelnou pohádku transformoval na způsob symbolistních maeterlinckovských dramat do podoby psychologické hry anebo ještě spíš do abstrahovaného dialogu mužství a ženství. Libreto navíc ve své formální složce vykazuje příbuznost se světem pochmurných textů lidových semihradských balad. Bartók dedikoval dílo své první ženě Martě, které bylo v té době 18 let.

## Vznik a inscenační historie díla

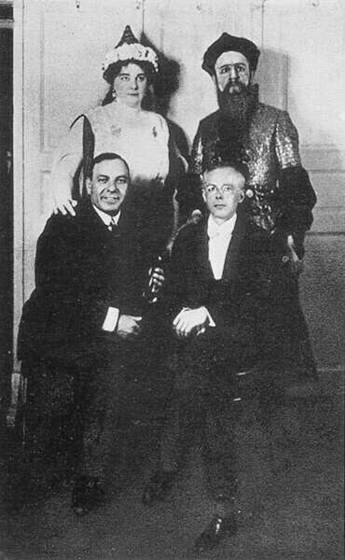
Představitelé hlavních rolí při premiéře: Olga Haselbeck a Oszkár Kálmán (stojící), Zádor Dezső a Béla Bartók (sedící), 1918

Béla Balázs začal psát libreto v roce 1908 původně pro Zoltána Kodálye. Dokončil jej v roce 1910. Bartók dokončil operu v roce 1911 a přihlásil ji do soutěže o cenu Ference Erkela. Opera ale byla odmítnuta jako nevhodná pro scénické uvedení. V roce 1912 Bartók operu upravil a přihlásil ji do soutěže hudebního vydavatelství Rózsavölgyi. Ani zde neuspěl, protože opera, která má jen dvě role a jediné místo děje, se porotcům nezdála dostatečně zajímavá.
Po úspěchu baletu Dřevěný princ v roce 1917 byl uveden na jeviště i Modrovousův hrad. Bartók před tím ale změnil závěr opery. Premiéra proběhla 24. května 1918 v Královské opeře v Budapešti. Představení řídil dirigent Egisto Tango, v hlavních rolích vystoupili Oszkár Kálmán jako Modrovous a Olga Haselbeck jako Judita. Protože Béla Balázs, který se zapojil do aktivit Maďarské republiky rad, po jejím pádu v roce 1919 emigroval, přestala být opera v Maďarsku uváděna a na pódium se vrátila až v roce 1936.
V zahraničí byla opera uvedena v němčině v roce 1922 ve Frankfurtu nad Mohanem a v roce 1929 v Berlíně. První uvedení v Itálii bylo 5. května 1938 ve Florencii na festivalu Maggio Musicale Fiorentino a v USA v Dallasu 9. ledna 1949.
Česká premiéra se konala 21. února 1960 v olomouckém Divadle Oldřicha Stibora.
V roce 2015 bylo v Metropolitní opeře v New Yorku uvedeno nové nastudování opery Modrovousův hrad spolu s operou P. I. Čajkovského Jolanta. Režisérem představení byl polský režisér Mariusz Treliński, dirigoval Valerij Gergijev. V roli Modrovousovy snoubenky Judity se představila německá sopranistka Nadja Michaelová, Modrovouse ztvárnil ruský operní pěvec Michail Petrenko. V rámci projektu Metropolitan Opera: Live in HD bylo možné v únoru 2015 sledovat přímý přenos, nebo jeho záznam v HD kvalitě, v mnoha kinech po celém světě.
Tatáž inscenace byla dne 9. února 2019 uvedena jako přímý přenos v Českém rozhlasu. Obsazení: Judith (Angela Denoke), Modrovous (Gerald Finley). Sbor a orchestr Metropolitní opery řídil Henrik Nánási.

## Charakteristika díla
Cílem libretisty i skladatele bylo stvořit operu, jež by na jedné straně byla jednoznačně soudobá, přijímající moderní proudy symbolismu a impresionismu a vymezující se vůči přetrvávajícímu postwagnerovskému romantismu i naopak naturalismu (verismu); na druhé straně by ale byla zřetelně maďarská, aby ve slově i v hudbě vycházela z maďarské lidové poezie a lidové hudební tradice.
Balázsovým bezprostředním vzorem byla symbolistická hra belgického spisovatele Maurice Maeterlincka Ariana a Modrovous (Ariane et Barbe-bleue), kterou již roku 1907 využil skladatel Paul Dukas jako námět své jediné stejnojmenné opery. Balázs se však od tohoto vzoru výrazně odchyluje: soustředí se na jedinou epizodu otevírání sedmi dveří (která u Maeterlincka zabírá jen polovinu prvního dějství) a zbavuje se veškerých jiných dějišť a vedlejších postav. Na rozdíl od belgického básníka, který se soustředí na Arianu a Modrovousovi přiděluje jen dvě krátké, byť důležité scény, navíc Balázs rozděluje pozornost mezi obě hlavní postavy, které jsou na jevišti přítomny po celé trvání opery. Poetické, ale současně velmi úsporné a lakonické libreto napsal Balázs v nerýmovaných čtyřstopých trochejích, což je nejčastější metrum maďarské lidové poezie.
Vlastnímu ději předeslal osmadvacetiveršový mluvený prolog (v inscenacích a na nahrávkách často vynechávaný), v němž Bard upozorňuje diváky, že to co uvidí, je „divadlo duše“ a má být chápáno symbolicky. Ve vlastních komentářích k libretu Balázs vysvětluje, že Modrovousův hrad je ve skutečnosti jeho duší a zamčené dveře vedou k jeho potlačeným myšlenkám a tajemstvím. Judita je přesvědčena, že jí láska dává právo do tajných zákoutí milencovy duše proniknout. Avšak když nakonec vyvolá k životu Modrovousovy vzpomínky na jeho předchozí ženy, nedokáže jako reálná žena idealizovaným vzpomínkám a představám konkurovat. Zaniká jako samostatná osobnost a stává se jen další Modrovousovou vzpomínkou.
Zamýšlené scénické řešení spočívá v pokynu libreta, že divák nevidí, co se za dveřmi skrývá, pouze slyší hudební popis a vidí světlo jimi přicházející: rudé z mučírny, červenožluté (bronzové) ze zbrojnice, zlaté z klenotnice, modrozelené ze zahrady, zářivé denní z pátých dveří (Modrovousovo panství), „stíny“ z moře slz a konečně stříbrná měsíční záře z posledních dveří.
Bartókova hudba k opeře vychází ze dvou hlavních inspiračních zdrojů, které na skladatele po roce 1905 zapůsobily: moderní francouzská hudba, a zejména dílo Clauda Debussyho (opera Pelleas a Melisanda), a lidová hudba národů Uherska, které se Bartók začal intenzivně věnovat. Oba vlivy spojovaly některé rysy: uvolněná tonalita, netradiční a kolísající rytmické vzorce, zpěvní linie odvozená od skutečně mluvené řeči a charakteristická pro daný jazyk. Například převážně stoupající kadence u Debussyho, neboť francouzština má přízvuk na poslední slabice slov, klesající u Bartóka, protože maďarština má přízvuk zásadně na jejich počátku. (Stejnými otázkami vztahu řeči a zpěvu na základě studia lidové hudby se na počátku 20. století zabýval teoreticky i prakticky rovněž Leoš Janáček.)
Na rozdíl od novoromantické opery, která hojně využívala systému příznačných (pamětných) motivů, se Bartók vyhýbá opakování jakéhokoli hudebního materiálu: všechny obrazy jednou zazní a zmizí. Jediným vracejícím se motivem je interval malé sekundy, značící krev; postupně se objevuje ve všech obrazech a stále více opanovává hudbu Judity, která začíná vidět krev všude. Obě postavy nejsou charakterizovány vlastními motivy, ale mají své vlastní hudební charakteristiky: Modrovous má svou charakteristickou tóninu (pentatonickou stupnici s tónikou Fis), rytmus jeho zpěvu je většinou pravidelný (dvou nebo čtyřčtvrťový), sylabický, většinou parlandový, jen v některých vrcholných okamžicích (dvojí objetí s Juditou, apostrofa všech čtyř žen u sedmých dveří) melodicky tvárný; symbolizuje tak především stabilitu, uměřenost, racionalitu, uzavřenost. Oproti tomu Juditin zpěv je melodičtější, střídá řadu klasických tónin, využívá velký rozsah a koloraturu, je rytmicky rozrůzněnější (používá často trioly), aby vyjádřil její otevřenost, emotivnost a touhu vymknout se stísňujícímu rámci Modrovousova hradu. Hudba často zvýrazňuje klíčová slova a obraty, například ajtó (dveře), kulcs (klíč), nyisd ki! (otevři je!), félsz-e? (chvěješ se?), vér (krev), könyek (slzy), sohse kérdezz! (přestaň se ptát!).
Vedle hudby spojené s oběma postavami tvoří operu poměrně samostatné hudební obrazy, například samotného ponurého hradu (pentatonická dis tónina, zvukové efekty „vzdechů“ a kapek vody či krve stékajících po jeho vlhkých zdech). Především jsou to však obrazy toho, co se nalézá za sedmi dveřmi. Mučírnu za prvními dveřmi symbolizují sestupné disharmonie xylofonu a vysokých dřevěných dechových nástrojů; zbrojnici fanfárové motivy žesťů; klenotnici tremolo vysokých smyčců, harf a celesty; zahradu celý orchestr v široké melodické frázi; Modrovousovo panství opět celý orchestr ve fortissimu s doprovodem varhan; moře slz pomalá vlnící se melodie harf, celesty, fléten a klarinetů. Právě pro rozsáhlá ryze orchestrální místa je Modrovousův hrad občas nazýván symfonická báseň se zpěvem.
Instrumentace spíše než Debussyho připomíná Bartókův předcházející vzor, Richarda Strausse; podobnou kombinaci impresionistické rozvolněnosti s intenzivním výrazem používal ve svých posledních dílech i Alexandr Nikolajevič Skrjabin. Uvolněné tonální vztahy připomínají soudobá díla Arnolda Schoenberga – v letech 1911–1913 vznikala jeho opera Šťastná ruka (Die glückliche Hand) –, avšak na rozdíl od něj Bartók nesměřuje k atonalitě. Naopak, Modrovousův hrad využívá působení jednotlivých tónin nejen k vyjádření konkrétních situací, ale k provázání celého děje řadou tónin v sestupných malých terciích. Děj začíná v pentatonické fis tónině, tónině spojené se samotným Modrovousem; u druhých až čtvrtých dveří se jako tónika prosazuje zejména es/dis, páté dveře – zdánlivé Juditino vítězství – jsou charakterizovány jasnou C dur, které se u šestých dveří (moře slz) mění na melancholickou a moll, aby se na konci vrátila k výchozí Modrovousově pentatonické fis – návratu k samotě. Toto využití sledu tónin ke strukturování dramatu je příznačné pro Bartókovo tíhnutí k rozměrným abstraktním formám.
Existují různé výklady smyslu opery. Situování obou hrdinů do středního přirozeného hlasového pásma (mezzosoprán, basbaryton) poukazuje na to, že zastupují obě pohlaví jako obecné symboly. Podle Rachel Beckles Willsonové „Judita se snaží otevřít Modrovouse světu, ale přitom se sama zcela zničí: takto chápán je ‚muž‘ z definice osamělý a ‚žena‘ je příliš zvědavá, než by mohla respektovat nebo snášet nezbytnou – i když tragickou – osamělost jeho postavení.“ Avšak muž sám zve do svého nitra ženskou vetřelkyni. „‚Mužský princip‘ touží po ‚ženském principu‘, nebo spíše ‚racionální rámec‘ touží po ‚iracionálním, nevědomém oživení‘, které však současně považuje za něco, co je třeba potlačit, vměstnat do monolitického rámce rozumu.“
Bartók se po Modrovousově hradu již k žánru opery nikdy nevrátil. Jeho jediná opera byla rozpoznána jako výjimečné dílo, podobně jako operní díla Debussyho a Janáčka však nemá v maďarské ani světové hudbě přímé pokračovatele.

## Osoby
| Bard                  | mluvená role            |
| Modrovous             | bas nebo basbaryton     |
| Judita                | soprán nebo mezzosoprán |
| Modrovousovy manželky | němé role               |

## Děj opery
Místo: hradní sál se sedmery zamčenými dveřmi. Nejedná se ale o skutečný hrad, je to alegorie Modrovousovy duše.
Čas: neurčitý
Do hradu přichází Modrovous s Juditou, která je fascinována jeho tajemností a chce se stát jeho novou manželkou navzdory děsným pověstem, které o svém nastávajícím slyšela. Vstupuje do ponurého, temného a vlhkého hradu a dveře se za ní zavřou. V hradní síni je sedm zamčených dveří. Judita věří, že její láska dokáže toto nehostinné místo změnit. Vyznává hradnímu pánovi lásku a žádá jej, aby otevřel první zamčené dveře. Ten se brání: „miluj mne a neměj žádné otázky“. Pak se ale naléhání podvolí a dveře otevře. Za dveřmi je mučírna. Stejná situace - Juditino vyznání lásky a Modrovousovo přemlouvání - se opakuje před každými dalšími dveřmi, za kterými jsou postupně: zbrojnice, klenotnice a zahrada. Z páté komnaty je vidět Modrovousova rozlehlá říše. V každé komnatě je ale na druhý pohled zřetelná krev, hrůza a bolest. V šesté komnatě je ukryto moře slz. Zde Judita poznává, že zašla příliš daleko, ale přesto se rozhodne vstoupit do sedmých dveří. Těmi ale opouští život a připojuje se k ostatním Modrovousovým manželkám. Modrovous je opět se svými hroznými tajemstvími sám.